# Денни, Кейди
Кейди Де́нни (англ. Caydee Denney; род. 22 июня 1993 года в Окале, Флорида, США) — американская фигуристка, выступающая в парном катании с Джоном Кафлином. В паре с Джереми Барреттом, она — чемпионка США 2010.
Младшая сестра Кейди — Хэвен Денни, также занимается парным фигурным катанием.

## Карьера
Кейди и Барретт попробавали кататься в паре ещё в 2006 году, они тренировались вместе около четырёх месяцев. Однако, затем, Кейди решила сосредоточиться на одиночном катании и пара распалась. Особых успехов в одиночном катании Кейди не достигла, она ни разу не смогла пройти квалификацию на чемпионат страны.
Кроме фигурного катания, Кейди Денни всерьёз занималась катанием на роликовых коньках и в 9 лет выиграла национальный чемпионат среди юниоров (англ. juvenile National Roller Skating) в этом виде спорта и чемпионат в парах на роликовых коньках (англ. Elementary Pairs National Roller Champion).
В 2008 году Кейди приняла решение вернуться в парное катание и встала в пару с Джереми Барреттом, который два года не искал новую партнёршу, а ждал Денни. Выступать на соревнованиях они стали с сезона 2008—2009. У этой пары сразу многое стало получаться. Они стали четвёртыми на турнире «Nebelhorn Trophy», а затем вторыми на чемпионате США, на чемпионатах Четырёх континентов и мира вошли в десятку, что хорошо для дебюта. Как занявшие наивысшее место из американских пар на чемпионате мира (9-е место), были отобраны ИСУ для участия в первом в истории командном чемпионате мира.
В следующем, олимпийском, сезоне Денни и Барретт выиграли чемпионат США и вошли в сборную страны на Олимпийские игры в Ванкувере. Там они заняли 13-е место и завершили сезон на 7 месте чемпионата мира.
В 2011 году пара смогла занять лишь третье место на национальном первенстве и таким образом не отобрались на чемпионат мира 2011 года, где у США было лишь 2 места в парном катании. В феврале того же года пара объявила о распаде. 17 мая 2011 года было официально объявлено, что новым партнёром Кейди стал Джон Кафлин, для тренировок с которым она переехала в Колорадо-Спрингс. Пара тренируется у Далилы Саппенфилд.

## Спортивные достижения

### Результаты в парном катании
(с Д. Кафлином)
| Соревнования/Сезон                   | 2011—2012 | 2012—2013 | 2013—2014 |
| ------------------------------------ | --------- | --------- | --------- |
| Чемпионаты мира                      | 8         |           |           |
| Чемпионаты четырёх континентов       | 2         |           |           |
| Чемпионаты США                       | 1         |           |           |
| Этапы Гран-при: Rostelecom Cup       |           | 3         |           |
| Этапы Гран-при: Trophée Eric Bompard |           |           | 3         |
| Этапы Гран-при: Skate America        | 4         | 3         | 4         |
| Этапы Гран-при: NHK Trophy           | 5         |           |           |
| Nebelhorn Trophy                     | 3         | 2         |           |

(с Д. Барреттом)
| Соревнования                   | 2008—2009 | 2009—2010 | 2010—2011 |
| ------------------------------ | --------- | --------- | --------- |
| Зимние Олимпийские игры        |           | 13        |           |
| Чемпионаты мира                | 9         | 7         |           |
| Чемпионаты Четырёх континентов | 6         |           |           |
| Чемпионаты США                 | 2         | 1         | 3         |
| Этапы Гран-при: Skate America  |           |           | 4         |
| Этапы Гран-при: Skate Canada   |           | 5         |           |
| Этапы Гран-при: NHK Trophy     |           | 4         | 5         |
| Командные чемпионаты мира      | 4/1*      |           |           |
| Nebelhorn Trophy               | 4         |           |           |

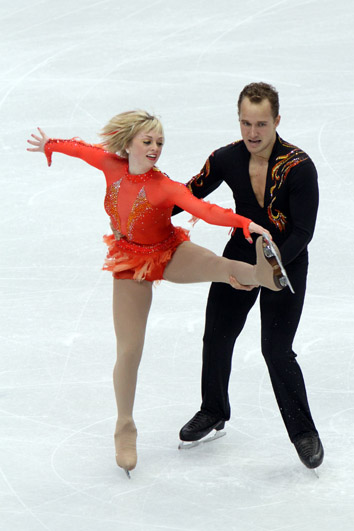
Кейди и Джереми Бпрретт на Олимпийских играх 2010

- * — место в личном зачете/командное место

### в одиночном катании
| Соревнования             | 2004—2005 | 2005—2006 | 2006—2007 | 2007—2008 | 2008—2009 |
| ------------------------ | --------- | --------- | --------- | --------- | --------- |
| Eastern Sectionals       |           |           |           |           | 6J.       |
| Midwestern Sectionals    |           |           |           | 6N.       |           |
| South Atlantic Regionals |           |           |           |           | 2         |
| Southwestern Regionals   | 16N.      | 11N.      | 7N.       | 1N.       |           |

- N = уровень новичков; J = юниорский уровень